# بحزينا
بحزينا قرية في ناحية الناصرة التابعة لمنطقة تلكلخ في محافظة حمص.يقع فيها سد بحزينا مشكلا بحيرة تروي الأراضي الزراعية للقرى المجاورة